# چلیس (دهانه)
چلیس یک دهانه برخوردی در ماه‌ است.

## دهانه‌های اقماری
این دهانه ۱ دهانه اقماری دارد.
| Challis | عرض جغرافیایی | طول جغرافیایی | قطر          |
| ------- | ------------- | ------------- | ------------ |
| A       | ۷۷.۲° N       | ۲.۳° E        | ۳۲.۰ کیلومتر |